# Správní obvod obce s rozšířenou působností Bílina
Správní obvod obce s rozšířenou působností Bílina je od 1. ledna 2003 jedním ze dvou správních obvodů rozšířené působnosti obcí v okrese Teplice v Ústeckém kraji. Čítá 8 obcí.
Město Bílina je zároveň obcí s pověřeným obecním úřadem, přičemž oba správní obvody jsou územně totožné.

## Seznam obcí
Poznámka: Města jsou vyznačena tučně, městyse kurzívou.
- Bílina
- Hostomice
- Hrobčice
- Ledvice
- Lukov
- Měrunice
- Ohníč
- Světec

## Obyvatelstvo
| Rok  | Obyv.  | ± %     |
| ---- | ------ | ------- |
| 1869 | 11 487 | —       |
| 1880 | 16 346 | +42,3 % |
| 1890 | 20 384 | +24,7 % |
| 1900 | 27 206 | +33,5 % |
| 1910 | 32 049 | +17,8 % |

| Rok  | Obyv.  | ± %     |
| ---- | ------ | ------- |
| 1921 | 31 623 | −1,3 %  |
| 1930 | 34 760 | +9,9 %  |
| 1950 | 22 897 | −34,1 % |
| 1961 | 24 074 | +5,1 %  |
| 1970 | 23 334 | −3,1 %  |

| Rok  | Obyv.  | ± %     |
| ---- | ------ | ------- |
| 1980 | 24 432 | +4,7 %  |
| 1991 | 21 448 | −12,2 % |
| 2001 | 20 622 | −3,9 %  |
| 2011 | 20 265 | −1,7 %  |
| 2021 | 19 001 | −6,2 %  |